# Yea, yea, yea
Yea , Yea, Yea (Även Yea yea yea) är en rocklåt skriven av den svenske musikern/kompositören Eddie Meduza. Den släpptes som singel 1979 med låten "Honey B" som B-sida. Singeln kom etta på Europatoppen samma år. Den finns också med på albumet Eddie Meduza & The Roaring Cadillacs (1979).

## Musikaliskt
Låten är i A-dur, men får även besök av parallelltonarten F#-moll. Den är skriven i fyrtakt.
Ackordföljderna är följande (Varje bokstav representerar en takt):
 Verserna:
A A F#m F#m D D E E 
A A F#m F#m D D E E
 Bryggorna:
Bm Bm E E Bm Bm D E
Refrängerna:
A A F#m F#m D D E E
A A F#m F#m D D E E

## Textmässigt
Texten är skriven i "jag/du-form", textens "jagperson" säger till textens "duperson" att även om han/hon inte är hemma när "dupersonen" vaknar nästa morgon, så kommer han/hon hem igen på kvällen efter att han/hon jobbat för "dupersonens" skull hela dagen.
Det framgår aldrig i texten vilket kön "jagpersonen" och "dupersonen" har, men man kan anta att "jagpersonen" är en man, eftersom det är Eddie Meduza som sjunger.